# Пожежна сигналізація

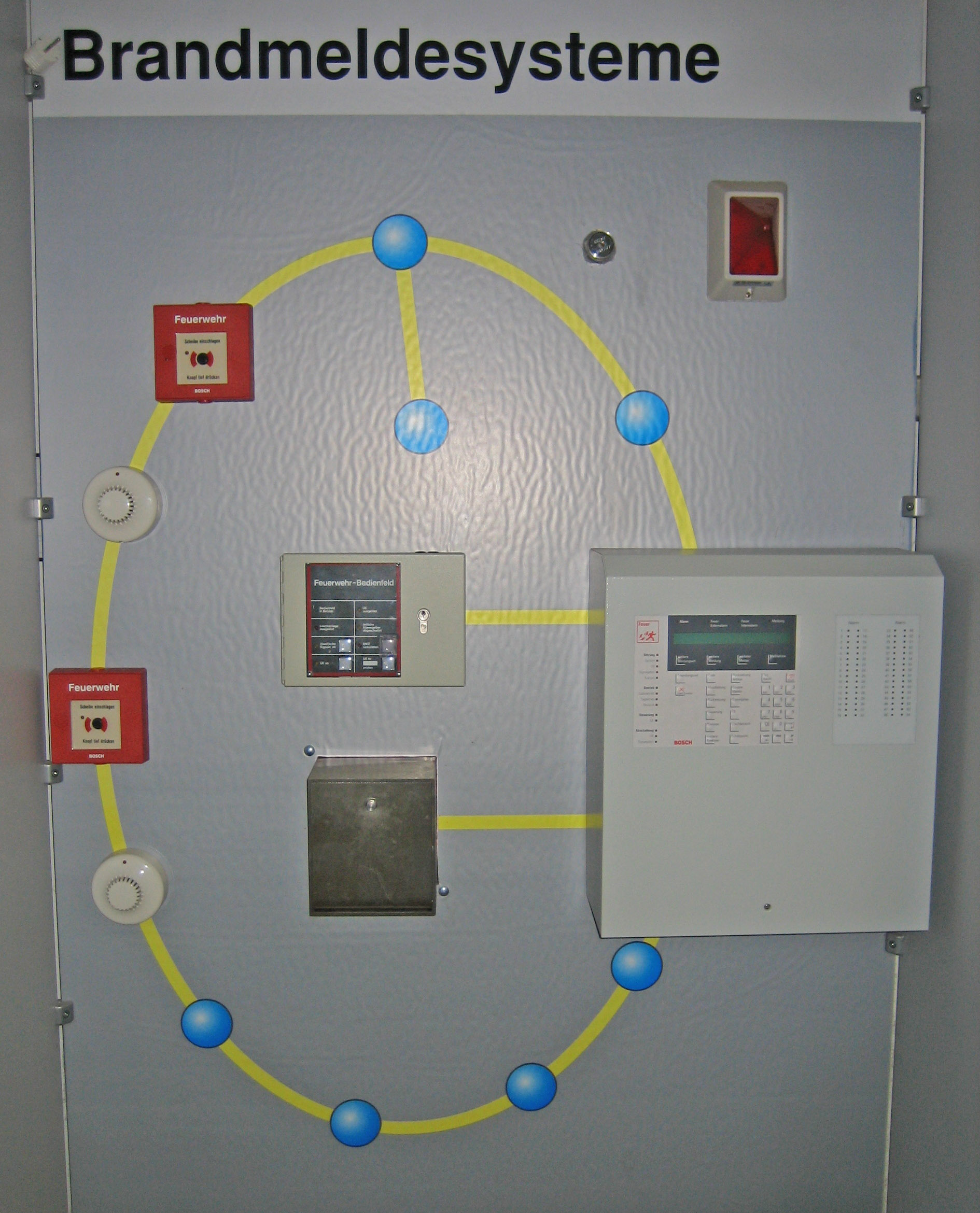
Стенд-схема системи пожежної сигналізації

Система пожежної сигналізації — сукупність технічних засобів, призначених для виявлення пожежі, обробки, передачі в заданому вигляді повідомлення про пожежу, спеціальної інформації та видачі команд на включення автоматичних установок пожежогасіння і включення виконавчих установок систем протидимного захисту, технологічного та інженерного обладнання, а також інших пристроїв протипожежного захисту.
Установки і системи пожежної сигналізації, оповіщення та управління евакуацією людей при пожежі повинні забезпечувати автоматичне виявлення пожежі за час, необхідний для включення систем оповіщення про пожежу з метою організації безпечної (з урахуванням допустимого пожежного ризику) евакуації людей в умовах конкретного об'єкта.
Системи пожежної сигналізації, оповіщення та управління евакуацією людей при пожежі повинні бути встановлені на об'єктах, де вплив небезпечних факторів пожежі може призвести до травматизму та загибелі людей.

## Організація оповіщення
- Локальне оповіщення — проводиться за допомогою сирен, світлових, іноді мовних сповіщувачів.
- Дистанційне мовне або текстове оповіщення — проводиться автоматичною надсиланням повідомлення каналами телефонного зв'язку (провідний або мобільний), через інтернет або локальні мережі тощо.
- Зв'язок з апаратурою пульта централізованого спостереження (ПЦС) — за допомогою цифрових протоколів по дротових, оптоволоконних або бездротових каналах; раніше, в застарілих системах, використовувалася дротяний зв'язок сигналами опору.

Сигнал зі встановлених у приміщеннях датчиків може надсилатись до кінцевого користувача, а також на приймально-контрольний прилад (ППК), що знаходиться зазвичай поруч. Після отримання сигналу, пристрій надсилає його на пульт централізованого спостереження або власнику.